# The Earthling
The Earthling (bra A História de uma Vida) é um filme australiano de 1980, do gênero drama, dirigido por Peter Collinson.
Filme difícil de realizar, tanto para o diretor (que sofria de câncer avançado na época) quanto de William Holden (que enfrentava o alcoolismo), e esse mal-estar se refletiria no resultado.
O filme foi um fracasso de bilheteria nos Estados Unidos e, no Brasil, nem chegou aos cinemas.

## Sinopse
Menino órfão perdido no deserto australiano é ajudado por um homem que sofre de doença incurável, e nessa luta nasce uma amizade imprevisível.